# Ліга сміху 2018
4-й фестиваль Ліги сміху розпочали 26 січня 2018 року з кастингу в Одесі.

## Судді
- Ольга Полякова — українська співачка.
- Євген Кошовий — український шоумен, актор шоу «Вечірній квартал».
- Станіслав Боклан — український актор театру та кіно, Народний артист України.
- Ігор Ласточкін — український актор, телеведучий та капітан команди КВК «Збірна Дніпропетровська».
- Юрій Ткач — український актор, шоумен та учасник команди КВК «Збірна Дніпропетровська».
- Владислав Яма — український танцюрист.
- Надія Дорофєєва — українська співачка, учасниця гурту «Время и Стекло».

## Відбірковий етап
Трансляція на телебаченні відбулася 2 та 9 березня на телеканалі «1+1».
| Назва команди                       | Місто                     | Тренер           |
| ----------------------------------- | ------------------------- | ---------------- |
| «Ніколь Кідман»                     | Суми-Харків               | Надія Дорофєєва  |
| «Отдыхаем вместе»                   | Хмельницький              | Надія Дорофєєва  |
| «Готель 72»                         | Суми                      | Владислав Яма    |
| Інародний театр абсурду «Воробушек» | Харків                    | Владислав Яма    |
| «Ветерани космічних військ»         | Київ-Остер-Прилуки        | Юрій Ткач        |
| «Стадіон Діброва»                   | Царичанка-Кривий Ріг-Київ | Юрій Ткач        |
| «Пошло-поехало»                     | Миколаїв-Тернопіль        | Ігор Ласточкін   |
| Збірна Кременчука                   | Кременчук                 | Ігор Ласточкін   |
| «30+»                               | Житомир                   | Станіслав Боклан |
| «Млека»                             | Дніпро                    | Станіслав Боклан |
| «Луганська збірна»                  | Луганськ                  | Євген Кошовий    |
| Збірна вірменів України «Джан»      | Київ                      | Євген Кошовий    |
| «Стоянівка»                         | Стоянівка                 | Ольга Полякова   |
| «Вінницькі»                         | Вінниця                   | Ольга Полякова   |
| «СМТ»                               | Полтава                   | Н/Д              |
| «Дружный акцент»                    | Тбілісі                   | Н/Д              |
| «Свій формат»                       | Дружківка                 | Н/Д              |
| Збірна Львова                       | Львів                     | Н/Д              |
| «Юмор среднего возраста»            | Москва                    | Н/Д              |
| «Брак Ромашка»                      | Нетанья                   | Н/Д              |

Команда «Свій формат» отримала кубок чемпіонів фестивалю «Ліги Сміху».

## Перший етап
Трансляція на телебаченні відбулася 16 та 23 березня на телеканалі «1+1».

### 1 гра
Тема гри: 1+1 (команда+тренер)
| Назва команди               | Надія | Владислав | Юрій | Ігор | Станіслав | Євген | Ольга | Підсумок |
| --------------------------- | ----- | --------- | ---- | ---- | --------- | ----- | ----- | -------- |
| «Джан»                      | 1     | 1         | 1    | ×    | 1         | ⭐️    | 1     | 5        |
| «Ветерани космічних військ» | 1     | 1         | ⭐️   | 1    | 1         | 1     | 1     | 6        |
| «Млека»                     | 1     | ×         | 1    | 1    | ⭐️        | 1     | 1     | 5        |
| «Вінницькі»                 | 1     | 1         | 1    | 1    | ×         | 1     | ⭐️    | 5        |
| «Пошло-поехало»             | 1     | 1         | 1    | ⭐️   | 1         | 1     | 1     | 6        |
| «Воробушек»                 | 1     | ⭐️        | 1    | 1    | ×         | 1     | 1     | 5        |
| «Отдыхаем вместе»           | ⭐️    | 1         | 1    | ×    | 1         | 1     | 1     | 5        |

| Назва команди     | Рішення суддів |
| ----------------- | -------------- |
| «Джан»            | Проходить далі |
| «Млека»           | Вибуває        |
| «Вінницькі»       | Проходить далі |
| «Воробушек»       | Проходить далі |
| «Отдыхаем вместе» | Проходить далі |

За результатом першої гри сезон покидає команда «Млека», тренером якої був Станіслав Боклан.

### 2 гра
Тема гри: 1+1 (команда+тренер)
| Назва команди      | Надія | Владислав | Юрій | Ігор | Станіслав | Євген | Ольга | Підсумок |
| ------------------ | ----- | --------- | ---- | ---- | --------- | ----- | ----- | -------- |
| Збірна Кременчука  | 1     | 1         | 1    | ⭐️   | 1         | ×     | 1     | 5        |
| «Готель 72»        | 1     | ⭐️        | 1    | 1    | 1         | 1     | 1     | 6        |
| «Луганська збірна» | 1     | 1         | 1    | 1    | 1         | ⭐️    | 1     | 6        |
| «30+»              | 1     | 1         | 1    | 1    | ⭐️        | 1     | 1     | 6        |
| «Ніколь Кідман»    | ⭐️    | 1         | 1    | 1    | 1         | 1     | 1     | 6        |
| «Стадіон Діброва»  | 1     | ×         | ⭐️   | 1    | 1         | 1     | 1     | 5        |
| «Стоянівка»        | 1     | 1         | 1    | 1    | 1         | 1     | ⭐️    | 6        |

| Назва команди     | Надія | Владислав | Юрій | Ігор | Станіслав | Євген | Ольга | Підсумок |
| ----------------- | ----- | --------- | ---- | ---- | --------- | ----- | ----- | -------- |
| Збірна Кременчука | 1     | ×         |      | ⭐️   | ×         | ×     | 1     | 2        |
| «Стадіон Діброва» | ×     | 1         | ⭐️   |      | 1         | 1     | ×     | 3        |

За результатом другої гри сезон покидає збірна Кременчука, тренером якої був Ігор Ласточкін.

## Другий етап
Трансляція на телебаченні відбулася 30 березня та 6 квітня на телеканалі «1+1».

### 1 гра
Тема гри: Продовження блокбастера
Кожна команда презентувала свою версію відомого фільму: «Отдыхаем вместе» — «Зоряні війни»; «30+» — «Міцний горішок»; Інародний театр абсурду «Воробушек» — «Назад у майбутнє»; Збірна вірменів України «Джан» — «50 відтінків сірого»; «Стадіон Діброва» — «Гаррі Поттер»; «Стоянівка» — «Хрещений батько».
| Назва команди     | Надія | Владислав | Юрій | Ігор | Станіслав | Євген | Ольга | Підсумок |
| ----------------- | ----- | --------- | ---- | ---- | --------- | ----- | ----- | -------- |
| «Отдыхаем вместе» | ⭐️    | 1         | 1    | ×    | 1         | 1     | 1     | 5        |
| «30+»             | 1     | 1         | 1    | 1    | ⭐️        | 1     | 1     | 6        |
| «Воробушек»       | 1     | ⭐️        | 1    | ×    | 1         | 1     | 1     | 5        |
| «Джан»            | 1     | 1         | 1    | ×    | 1         | ⭐️    | 1     | 5        |
| «Стадіон Діброва» | 1     | ×         | ⭐️   | 1    | 1         | 1     | 1     | 5        |
| «Стоянівка»       | 1     | 1         | 1    | ×    | 1         | 1     | ⭐️    | 5        |

| Назва команди     | Рішення суддів |
| ----------------- | -------------- |
| «Отдыхаем вместе» | Вибуває        |
| «Воробушек»       | Проходить далі |
| «Джан»            | Проходить далі |
| «Стадіон Діброва» | Проходить далі |
| «Стоянівка»       | Проходить далі |

За результатом третьої гри сезон покидає команда «Отдыхаем вместе», тренером якої була Надія Дорофєєва.

### 2 гра
Тема гри: Серіали
Кожна команда презентувала свою версію відомого серіалу: «Ветерани космічних військ» — «Доктор Хаус»; «Вінницькі» — «Гра престолів»; «Пошло-поехало» — «Шерлок»; «Луганська збірна» — «Санта-Барбара»; «Готель 72» — «Цілком таємно»; «Ніколь Кідман» — «Картковий будинок».
| Назва команди               | Надія | Владислав | Юрій | Ігор | Станіслав | Євген | Ольга | Підсумок |
| --------------------------- | ----- | --------- | ---- | ---- | --------- | ----- | ----- | -------- |
| «Ветерани космічних військ» | 1     | 1         | ⭐️   | 1    | ×         | 1     | 1     | 5        |
| «Вінницькі»                 | 1     | 1         | 1    | ×    | 1         | 1     | ⭐️    | 5        |
| «Пошло-поехало»             | 1     | 1         | 1    | ⭐️   | 1         | 1     | 1     | 6        |
| «Луганська збірна»          | 1     | 1         | 1    | 1    | 1         | ⭐️    | 1     | 6        |
| «Готель 72»                 | 1     | ⭐️        | 1    | 1    | 1         | 1     | 1     | 6        |
| «Ніколь Кідман»             | ⭐️    | 1         | 1    | 1    | ×         | 1     | 1     | 5        |

| Назва команди               | Рішення суддів |
| --------------------------- | -------------- |
| «Ветерани космічних військ» | Вибуває        |
| «Вінницькі»                 | Проходить далі |
| «Ніколь Кідман»             | Проходить далі |

За результатом четвертої гри сезон покидає команда «Ветерани космічних військ», тренером якої був Юрій Ткач.

## Третій етап
Трансляція на телебаченні відбулася 13 та 20 квітня на телеканалі «1+1».

### 1 гра
Тема гри: Музичні стилі
Кожна команда виступила у своєму жанрі: «Луганська збірна» — рок; «Стадіон Діброва» — реп; «Вінницькі» — кантрі; «Пошло-поехало» — регі; Інародний театр абсурду «Воробушек» — диско.
| Назва команди      | Надія | Владислав | Юрій | Ігор | Станіслав | Євген | Ольга | Підсумок |
| ------------------ | ----- | --------- | ---- | ---- | --------- | ----- | ----- | -------- |
| «Луганська збірна» | 1     | 1         | 1    | 1    | 1         | ⭐️    | 1     | 6        |
| «Стадіон Діброва»  | 1     | ×         | ⭐️   | 1    | 1         | 1     | 1     | 5        |
| «Вінницькі»        | ×     | ×         | 1    | 1    | 1         | 1     | ⭐️    | 4        |
| «Пошло-поехало»    | 1     | 1         | 1    | ⭐️   | 1         | 1     | ×     | 5        |
| «Воробушек»        | 1     | ⭐️        | ×    | 1    | 1         | 1     | ×     | 4        |

| Назва команди | Надія | Владислав | Юрій | Ігор | Станіслав | Євген | Ольга | Підсумок |
| ------------- | ----- | --------- | ---- | ---- | --------- | ----- | ----- | -------- |
| «Вінницькі»   | ×     |           | 1    | 1    | 1         | 1     | ⭐️    | 4        |
| «Воробушек»   | 1     | ⭐️        | ×    | ×    | ×         | ×     |       | 1        |

За результатом п'ятої гри сезон покидає Інародний театр абсурду «Воробушек», тренером якого був Владислав Яма.

### 2 гра
Тема гри: Музичні стилі
Кожна команда виступила у своєму жанрі: «30+» — рок-н-рол; Збірна вірменів України «Джан» — поп; «Ніколь Кідман» — шансон; «Готель 72» — латино; «Стоянівка» — джаз.
| Назва команди   | Надія | Владислав | Юрій | Ігор | Станіслав | Євген | Ольга | Підсумок |
| --------------- | ----- | --------- | ---- | ---- | --------- | ----- | ----- | -------- |
| «30+»           | ×     | ×         | 1    | 1    | ⭐️        | 1     | 1     | 4        |
| «Джан»          | 1     | 1         | ×    | ×    | 1         | ⭐️    | 1     | 4        |
| «Ніколь Кідман» | ⭐️    | 1         | 1    | 1    | 1         | 1     | 1     | 6        |
| «Готель 72»     | 1     | ⭐️        | 1    | 1    | ×         | 1     | 1     | 5        |
| «Стоянівка»     | 1     | 1         | 1    | 1    | 1         | 1     | ⭐️    | 6        |

| Назва команди | Надія | Владислав | Юрій | Ігор | Станіслав | Євген | Ольга | Підсумок |
| ------------- | ----- | --------- | ---- | ---- | --------- | ----- | ----- | -------- |
| «Джан»        | ×     | ×         | ×    | 1    |           | ⭐️    | 1     | 2        |
| «30+»         | 1     | 1         | 1    | ×    | ⭐️        |       | ×     | 3        |

За результатом шостої гри сезон покидає збірна вірменів України «Джан», тренером якої був Євген Кошовий.

## 1/8 фіналу
Трансляція на телебаченні відбулася 21 та 28 вересня на телеканалі «1+1».

### 1 гра
Тема гри: Міста і країни
Кожна команда презентувала своє місто: «Стадіон Діброва» — Ріо-де-Жанейро; «Стоянівка» — Лондон; «Пошло-поехало» — Лас-Вегас; «Луганська збірна» — Токіо.
| Назва команди      | Надія | Владислав | Юрій | Ігор | Станіслав | Євген | Ольга | Підсумок |
| ------------------ | ----- | --------- | ---- | ---- | --------- | ----- | ----- | -------- |
| «Стадіон Діброва»  | 1     | 1         | ⭐️   | 1    | ×         | 1     | 1     | 5        |
| «Стоянівка»        | 1     | 1         | 1    | 1    | ×         | 1     | ⭐️    | 5        |
| «Пошло-поехало»    | ×     | ×         | 1    | ⭐️   | 1         | 1     | 1     | 4        |
| «Луганська збірна» | 1     | 1         | 1    | 1    | 1         | ⭐️    | 1     | 6        |

| Назва команди      | Надія | Владислав | Юрій | Ігор | Станіслав | Євген | Ольга | Підсумок | Сума балів |
| ------------------ | ----- | --------- | ---- | ---- | --------- | ----- | ----- | -------- | ---------- |
| «Пошло-поехало»    | ×     | ×         | 1    | ⭐️   | 1         | 1     | 1     | 4        | 8          |
| «Луганська збірна» | 1     | 1         | 1    | 1    | 1         | ⭐️    | 1     | 6        | 12         |
| «Стадіон Діброва»  | 1     | 1         | ⭐️   | 1    | 1         | 1     | 1     | 6        | 11         |
| «Стоянівка»        | 1     | 1         | 1    | 1    | 1         | 1     | ⭐️    | 6        | 11         |

За результатом сьомої гри сезон покидає команда «Пошло-поехало», тренером якої був Ігор Ласточкін.

### 2 гра
Тема гри: Міста і країни
Кожна команда презентувала свою країну: «Ніколь Кідман» — Туреччина; «30+» — Австралія; «Готель 72» — Індія; «Вінницькі» — Кенія.
| Назва команди   | Надія | Владислав | Юрій | Ігор | Станіслав | Євген | Ольга | Підсумок |
| --------------- | ----- | --------- | ---- | ---- | --------- | ----- | ----- | -------- |
| «Ніколь Кідман» | ⭐️    | 1         | 1    | ×    | 1         | 1     | 1     | 5        |
| «30+»           | 1     | 1         | 1    | 1    | ⭐️        | 1     | 1     | 6        |
| «Готель 72»     | 1     | ⭐️        | 1    | ×    | 1         | 1     | 1     | 5        |
| «Вінницькі»     | 1     | 1         | 1    | 1    | 1         | 1     | ⭐️    | 6        |

| Назва команди   | Надія | Владислав | Юрій | Ігор | Станіслав | Євген | Ольга | Підсумок | Сума балів |
| --------------- | ----- | --------- | ---- | ---- | --------- | ----- | ----- | -------- | ---------- |
| «30+»           | 1     | ×         | 1    | 1    | ⭐️        | 1     | 1     | 5        | 11         |
| «Ніколь Кідман» | ⭐️    | 1         | 1    | 1    | ×         | 1     | 1     | 5        | 10         |
| «Вінницькі»     | 1     | 1         | 1    | 1    | 1         | 1     | ⭐️    | 6        | 12         |
| «Готель 72»     | ×     | ⭐️        | 1    | 1    | 1         | 1     | 1     | 5        | 10         |

| Назва команди   | Надія | Владислав | Юрій | Ігор | Станіслав | Євген | Ольга | Підсумок |
| --------------- | ----- | --------- | ---- | ---- | --------- | ----- | ----- | -------- |
| «Ніколь Кідман» | ⭐️    |           | ×    | ×    | 1         | ×     | 1     | 2        |
| «Готель 72»     |       | ⭐️        | 1    | 1    | ×         | 1     | ×     | 3        |

За результатом восьмої гри сезон покидає команда «Ніколь Кідман», тренером якої була Надія Дорофєєва.

## 1/4 фіналу
Трансляція на телебаченні відбулася 19 та 26 жовтня на телеканалі «1+1».

### 1 гра
Тема гри: Мода
Кожна команда презентувала свою тему: «Луганська збірна» — англійська мода; «Вінницькі» — французька мода; «Стадіон Діброва» — українська мода.
| Назва команди      | Надія | Владислав | Юрій | Ігор | Станіслав | Євген | Ольга | Підсумок |
| ------------------ | ----- | --------- | ---- | ---- | --------- | ----- | ----- | -------- |
| «Вінницькі»        | 1     | ×         | 1    | 1    | 1         | 1     | ⭐️    | 5        |
| «Стадіон Діброва»  | 1     | 1         | ⭐️   | 1    | 1         | 1     | 1     | 6        |
| «Луганська збірна» | 1     | 1         | 1    | 1    | 1         | ⭐️    | 1     | 6        |

| Назва команди      | Гість            | Надія | Владислав | Юрій | Ігор | Станіслав | Євген | Ольга | Підсумок | Сума балів |
| ------------------ | ---------------- | ----- | --------- | ---- | ---- | --------- | ----- | ----- | -------- | ---------- |
| «Стадіон Діброва»  | Володимир Дантес | 1     | 1         | ⭐️   | 1    | 1         | 1     | 1     | 6        | 12         |
| «Вінницькі»        | Ірина Токарчук   | ×     | 1         | 1    | 1    | 1         | 1     | ⭐️    | 5        | 10         |
| «Луганська збірна» | Григорій Чапкіс  | 1     | 1         | 1    | 1    | 1         | ⭐️    | ×     | 5        | 11         |

| Назва команди      | Надія | Владислав | Юрій | Ігор | Станіслав | Євген | Ольга | Підсумок | Сума балів |
| ------------------ | ----- | --------- | ---- | ---- | --------- | ----- | ----- | -------- | ---------- |
| «Луганська збірна» | 1     | 1         | 1    | ×    | 1         | ⭐️    | 1     | 5        | 16         |
| «Стадіон Діброва»  | 1     | ×         | ⭐️   | 1    | 1         | 1     | 1     | 5        | 17         |
| «Вінницькі»        | ×     | 1         | 1    | ×    | 1         | 1     | ⭐️    | 4        | 14         |

За результатом дев'ятої гри сезон покидає команда «Вінницькі», тренером якої була Ольга Полякова.

### 2 гра
Тема гри: Спорт
Кожна команда презентувала свою тему: «30+» — бодібілдинг; «Готель 72» — Формула-1; «Стоянівка» — гольф.
Замість Олі Полякової місце зайняла Олена Кравець. 
| Назва команди | Надія | Владислав | Юрій | Ігор | Станіслав | Євген | Олена | Підсумок |
| ------------- | ----- | --------- | ---- | ---- | --------- | ----- | ----- | -------- |
| «30+»         | 1     | 1         | 1    | ×    | ⭐️        | 1     | 1     | 5        |
| «Готель 72»   | ×     | ⭐️        | 1    | 1    | 1         | 1     | 1     | 5        |
| «Стоянівка»   | 1     | 1         | 1    | 1    | 1         | 1     | ⭐️    | 6        |

| Назва команди | Гість           | Надія | Владислав | Юрій | Ігор | Станіслав | Євген | Олена | Підсумок | Сума балів |
| ------------- | --------------- | ----- | --------- | ---- | ---- | --------- | ----- | ----- | -------- | ---------- |
| «Готель 72»   | Віктор Сарайкін | 1     | ⭐️        | 1    | 1    | 1         | 1     | 1     | 6        | 11         |
| «Стоянівка»   | Андрій Бєдняков | 1     | 1         | 1    | 1    | 1         | 1     | ⭐️    | 6        | 12         |
| «30+»         | Андре Тан       | 1     | 1         | ×    | 1    | ⭐️        | 1     | 1     | 5        | 10         |

| Назва команди | Надія | Владислав | Юрій | Ігор | Станіслав | Євген | Олена | Підсумок | Сума балів |
| ------------- | ----- | --------- | ---- | ---- | --------- | ----- | ----- | -------- | ---------- |
| «Готель 72»   | 1     | ⭐️        | 1    | 1    | 1         | ×     | 1     | 5        | 16         |
| «30+»         | 1     | ×         | 1    | 1    | ⭐️        | 1     | 1     | 5        | 15         |
| «Стоянівка»   | 1     | 1         | 1    | 1    | 1         | 1     | ⭐️    | 6        | 18         |

За результатом десятої гри сезон покидає команда «30+», тренером якої був Станіслав Боклан.

## 1/2 фіналу
Трансляція на телебаченні відбулася 9 листопада на телеканалі «1+1».
Тема гри: Стихії
Кожна команда презентувала свою стихію: «Стадіон Діброва» — повітря; «Готель 72» — земля; «Стоянівка» — вогонь; «Луганська збірна» — вода.
| Назва команди      | Надія | Владислав | Юрій | Ігор | Станіслав | Євген | Ольга | Підсумок |
| ------------------ | ----- | --------- | ---- | ---- | --------- | ----- | ----- | -------- |
| «Стадіон Діброва»  | 1     | ×         | ⭐️   | 1    | 1         | 1     | 1     | 5        |
| «Готель 72»        | 1     | ⭐️        | 1    | 1    | 1         | ×     | 1     | 5        |
| «Стоянівка»        | 1     | 1         | 1    | 1    | 1         | 1     | ⭐️    | 6        |
| «Луганська збірна» | 1     | 1         | 1    | 1    | 1         | ⭐️    | 1     | 6        |

| Назва команди     | Надія | Владислав | Юрій | Ігор | Станіслав | Євген | Ольга | Підсумок | Сума балів |
| ----------------- | ----- | --------- | ---- | ---- | --------- | ----- | ----- | -------- | ---------- |
| «Стоянівка»       | 1     |           |      | ×    | ×         |       | ⭐️    | 1        | 6          |
| «Стадіон Діброва» | ×     |           | ⭐️   | 1    | 1         |       |       | 2        | 6          |

| Назва команди      | Надія | Владислав | Юрій | Ігор | Станіслав | Євген | Ольга | Підсумок | Сума балів |
| ------------------ | ----- | --------- | ---- | ---- | --------- | ----- | ----- | -------- | ---------- |
| «Готель 72»        | 1     | ⭐️        |      | 1    | ×         |       |       | 2        | 6          |
| «Луганська збірна» | ×     |           |      | ×    | 1         | ⭐️    |       | 1        | 6          |

| Назва команди      | Надія | Владислав | Юрій | Ігор | Станіслав | Євген | Ольга | Підсумок | Сума балів |
| ------------------ | ----- | --------- | ---- | ---- | --------- | ----- | ----- | -------- | ---------- |
| «Готель 72»        | 1     | ⭐️        | ×    | 1    | 1         | 1     | 1     | 5        | 11         |
| «Луганська збірна» | 1     | ×         | 1    | 1    | 1         | ⭐️    | 1     | 5        | 11         |
| «Стадіон Діброва»  | 1     | ×         | ⭐️   | 1    | 1         | 1     | 1     | 5        | 11         |
| «Стоянівка»        | 1     | 1         | 1    | 1    | 1         | 1     | ⭐️    | 6        | 12         |

| Назва команди      | Надія | Владислав | Юрій | Ігор | Станіслав | Євген | Ольга | Підсумок |
| ------------------ | ----- | --------- | ---- | ---- | --------- | ----- | ----- | -------- |
| «Луганська збірна» | 1     |           |      | ×    | ×         | ⭐️    |       | 1        |
| «Стадіон Діброва»  | ×     |           | ⭐️   | ×    | ×         |       |       | 0        |
| «Готель 72»        | ×     | ⭐️        |      | 1    | 1         |       |       | 2        |

За результатом одинадцятої гри сезон покидають команди «Стадіон Діброва», тренером якої був Юрій Ткач, і «Луганська збірна», тренером якої був Євген Кошовий.

## Фінал
Трансляція на телебаченні відбулася 23 листопада на телеканалі «1+1».
Тема гри: Вічне протистояння
| Назва команди | Надія | Владислав | Юрій | Ігор | Станіслав | Євген | Ольга | Підсумок |
| ------------- | ----- | --------- | ---- | ---- | --------- | ----- | ----- | -------- |
| «Стоянівка»   | 1     |           | 1    | 1    | 1         | ×     | ⭐️    | 4        |
| «Готель 72»   | 1     | ⭐️        | 1    | 1    | 1         | 1     |       | 5        |

| Назва команди | Надія | Владислав | Юрій | Ігор | Станіслав | Євген | Ольга | Підсумок | Сума балів |
| ------------- | ----- | --------- | ---- | ---- | --------- | ----- | ----- | -------- | ---------- |
| «Стоянівка»   | 1     |           | 1    | 1    | 1         | 1     | ⭐️    | 5        | 5          |
| «Готель 72»   | ×     | ⭐️        | ×    | ×    | ×         | ×     |       | 0        | 5          |

| Назва команди | Надія | Владислав | Юрій | Ігор | Станіслав | Євген | Ольга | Підсумок | Сума балів |
| ------------- | ----- | --------- | ---- | ---- | --------- | ----- | ----- | -------- | ---------- |
| «Готель 72»   | 1     | ⭐️        | ×    | 1    | 1         | 1     |       | 4        | 9          |
| «Стоянівка»   | 1     |           | 1    | 1    | 1         | 1     | ⭐️    | 5        | 10         |

| Назва команди | Надія | Владислав | Юрій | Ігор | Станіслав | Євген | Ольга | Підсумок | Сума балів |
| ------------- | ----- | --------- | ---- | ---- | --------- | ----- | ----- | -------- | ---------- |
| «Стоянівка»   | 1     |           | 1    | ×    | 1         | 1     | ⭐️    | 4        | 11         |
| «Готель 72»   | ×     | ⭐️        | ×    | 1    | ×         | ×     |       | 1        | 9          |

| Назва команди | Гість          | Надія | Владислав | Юрій | Ігор | Станіслав | Євген | Ольга | Підсумок | Сума балів |
| ------------- | -------------- | ----- | --------- | ---- | ---- | --------- | ----- | ----- | -------- | ---------- |
| «Готель 72»   | Сергій Сивохо  | 1     | ⭐️        | 1    | 1    | 1         | 1     |       | 5        | 14         |
| «Стоянівка»   | Катерина Кухар | 1     |           | 1    | 1    | 1         | 1     | ⭐️    | 5        | 16         |

Переможцем четвертого сезону стала команда «Стоянівка», тренером якої була Ольга Полякова.